# Estación de Arguisuelas
Arguisuelas es un apeadero ferroviario clausurado situado en el municipio español homónimo, en la provincia de Cuenca. Disponía de servicios de media distancia operados por Renfe hasta el 8 de enero de 2021.

## Situación ferroviaria
La estación se encuentra en el punto kilométrico 196,6 de la línea férrea 310 de la red ferroviaria española que une Aranjuez con Valencia, entre las estaciones de Carboneras de Guadazaón y La Gramedosa, a 1019 metros de altitud. El tramo es de vía única y está sin electrificar.
Sobre el km.199 de la vía se halla el Viaducto y Variante de San Jorge, que salva el barranco del mismo nombre a mayor altura que el trazado original.

## Historia
La estación fue abierta al tráfico el 25 de octubre de 1938, de la mano de MZA, al abrirse el tramo de 44,982 km. entre las estaciones de Cuenca y Arguisuelas, faltando por abrir al tráfico ferroviario el tramo entre las estaciones de Arguisuelas y Camporrobles, de 47,066 km, a cuya finalización se pudo inaugurar oficialmente la línea el 25 de noviembre de 1947 una vez que se completaron los trabajos entre Cuenca y Utiel bajo el mando de RENFE. La estación quedó como estación terminal unida únicamente con Cuenca hasta que el 8 de junio de 1942 se pudo abrir al tráfico el tramo de 7,286 km entre Arguisuelas y la estación colateral de La Gramedosa, actualmente dada de baja de la línea.
La estación fue inaugurada oficialmente el 25 de noviembre de 1947, ya bajo el mando de RENFE, creada en 1941 con la nacionalización del ferrocarril en España. Sin embargo, poco tenía que ver la nueva compañía estatal en una línea que se había gestado mucho antes y que la difícil orografía y la Guerra Civil se encargaron de retrasar. La infraestructura se enmarcó dentro de la línea Cuenca-Utiel que buscaba unir el trazado Madrid-Aranjuez-Cuenca con el Utiel-Valencia para crear lo que su época se conoció como el ferrocarril directo de Madrid a Valencia. Inicialmente adjudicada a la Constructora Bernal, las obras fueron finalmente iniciadas en 1926 por la empresa Cesaraugusta S.A. quien compró los derechos a la anterior. La Guerra Civil marcó la rescisión del contrato en 1936 y la apertura parcial de algunos tramos más con fines militares que civiles. Concluido el conflicto una nueva constructora llamada ABC remataría la obra incluyendo algunos viaductos especialmente complejos hasta la inauguración total por parte del general Franco en 1947.
Desde enero de 2005 el ente Renfe Operadora explota la línea mientras que Adif es la titular de las infraestructuras.
Desde el 4 de marzo de 2023 se encuentra clausurada y dada de baja como dependencia de la línea.

## La estación
Se sitúa en el cruce de la carretera  CM-2109  con la CM-2153, que da acceso al núcleo de Arguisuelas, a 1 km del centro de la población.
Existe un proyecto de rehabilitación de la estación que, no obstante, ha sido prácticamente cancelado.